# شالوم كوهن
شالوم كوهن هو كاتب وصحفي ونقابي وسياسي إسرائيلي، ولد في 1926 في بغداد في العراق، وتوفي في 1993 في إسرائيل. نشط حزبياً في حزب ميري ‏ وحركة الفهود السود. وقد انتخب عضو الكنيست ‏ (17 نوفمبر 1969 – 21 يناير 1974).